# Tom Misch
Thomas Abraham Misch (* 25. Juni 1995 in London) ist ein britischer Musiker.

## Leben
Misch wuchs in London als Sohn einer Künstlerin und eines Psychiaters auf. Er wurde früh in der Musik gefördert. So lernte er bereits als Kind durch die Suzuki-Methode Violine. Zunächst entwickelte er als Teenager eine Vorliebe für Rock und begann Gitarre zu lernen, die er zu Stücken von Red Hot Chili Peppers und Nirvana spielte. In der sechsten Klasse entdeckte er J Dilla und begann eigene Hip-Hop-Beats zu programmieren. Misch studierte Music Technology an der Langley Park School for Boys und anschließend Jazzgitarre am Trinity Laban Conservatoire of Music and Dance.
Ab 2012 begann er seine Beats über Soundcloud hochzuladen. Verschiedene Rapper verwendeten seine Beats und er selbst arbeitete mit der Singer-Songwriterin Carmody zusammen. Die beiden veröffentlichten 2014 die EP Out to Sea. Im gleichen Jahr erschien das Mixtape Beat Tape 1. Memory, ein an den verstorbenen J Dilla gewidmet Track, wurde von dessen Mutter lobend erwähnt.
2015 folgte Beat Tape 2, auf dem er erneut mit Carmody zusammenarbeitete, aber auch Loyle Carner und Zak Abel als Gäste hatte. 2016 folgte die EP Reverie, 2017 eine Live-EP.
2018 veröffentlichte er schließlich sein Debütalbum Geography, das Platz 8 der britischen Charts erreichte und dort eine Silberne Schallplatte erhielt. Unter anderem wirkte hier als Gast De La Soul mit. 2020 folgte What kinda Music, eine Kollaboration mit dem Jazz-Schlagzeuger Yussef Dayes. Die Single Nightrider enthält Gastgesang von Freddie Gibbs. Alba Wilczek (Bayerischer Rundfunk) schrieb in der Rezension zu What kinda Music, Misch und Yussef Dayes schafften es eindrucksvoll, Acid Jazz und Pop miteinander einem unheimlich geschmeidigen Gemisch zu verbinden.

## Diskografie

### Alben
- 2018: Geography (Beyond the Groove)
- 2020: What Kinda Music (mit Yussef Dayes, Beyond the Groove)

### EPs
- 2014: Out to Sea (mit Carmody, Beyond the Groove)
- 2016: Reverie (Beyond the Groove)
- 2017: 5 Day Michon (Beyond the Groove)
- 2024: Six Songs (Beyond the Groove)

### Mixtapes
- 2014: Beat Tape 1 (Beyond the Groove)
- 2015: Beat Tape 2 (Beyond the Groove)

### Singles
- 2014: Memory
- 2014: So Close (mit Carmody)
- 2015: Sunshine
- 2015: In the Midst of It All (feat. Sam Wills)
- 2015: Wake Up This Day (feat. Jordan Rakei)
- 2015: Wander with Me (feat. Carmody)
- 2015: Nightgowns (feat. Loyle Carner)
- 2015: Beautiful Escape (feat. Zak Abel, UK: Silber)
- 2016: Crazy Dream (feat. Loyle Carner, UK: Silber)
- 2016: I Wish
- 2016: Watch Me Dance
- 2017: Damselfly (UK: Gold)
- 2018: South of the River
- 2018: Movie
- 2018: Water Baby (feat. Loyle Carner)
- 2018: It Runs Though Me (feat. De La Soul, UK: Silber)
- 2018: Lost in Paris (feat. GoldLink)
- 2019: Money (feat. Michael Kiwanuka)
- 2020: What Kinda Music (mit Yussef Dayes)
- 2020: Lift Off (mit Yussef Dayes feat. Rocco Palladino)
- 2020: Kyiv (mit Yussef Dayes)
- 2020: Nightrider (mit Yussef Dayes feat. Freddie Gibbs)
- 2024: Insecure
- 2024: Cinnamon Curls
- 2024: Better Days

## Auszeichnungen für Musikverkäufe
| Goldene Schallplatte - Dänemark - 2024: für das Album Geography - Neuseeland - 2024: für das Album Geography |

Anmerkung: Auszeichnungen in Ländern aus den Charttabellen bzw. Chartboxen sind in ebendiesen zu finden.
| Land/RegionAuszeichnungen für Musikverkäufe (Land/Region, Auszeichnungen, Verkäufe, Quellen) | Silber     | Gold     | Platin | Verkäufe  | Quellen          |
| -------------------------------------------------------------------------------------------- | ---------- | -------- | ------ | --------- | ---------------- |
| Dänemark (IFPI)                                                                              | —          | Gold1    | —      | 10.000    | ifpi.dk          |
| Neuseeland (RMNZ)                                                                            | —          | Gold1    | —      | 7.500     | radioscope.co.nz |
| Vereinigtes Königreich (BPI)                                                                 | 3× Silber3 | 2× Gold2 | —      | 1.100.000 | bpi.co.uk        |
| Insgesamt                                                                                    | 3× Silber3 | 4× Gold4 | —      |           |                  |